# 松平信康
松平 信康（まつだいら のぶやす）は、戦国時代から安土桃山時代にかけての武将。徳川家康の長男（嫡男）。母は関口親永（瀬名義広）の娘で今川義元の姪・築山殿。また、後に安祥松平家の居城の岡崎城主（愛知県岡崎市）を務めたため、祖父・松平広忠同様に岡崎 三郎と名乗った。

## 名乗り
一般的には松平信康と表記されるが、父の家康は信康の元服以前の永禄9年（1566年）にはすでに徳川へ改姓しているため、生前は徳川信康と名乗っていたのではないかとする説がある。江戸時代に入ってから江戸幕府が「徳川」姓は徳川将軍家と御三家・御三卿のみに限るという方針をとったため、信康は死後になって「岡崎三郎松平信康」に格下げされたというものである。
だが織田信長が佐久間信盛に宛てた天正3年（1575年）6月28日付書状の中において、娘婿の信康を「松平三郎」と呼んでいることが明らかになり、家康が徳川姓に改称した後も信康は松平姓のままだったことが判明した。

## 生涯
永禄2年（1559年）3月6日、松平元康（のちの徳川家康）の長男（嫡男）として駿府で生まれる。今川氏の人質として幼少期を駿府で過ごしたが、桶狭間の戦いの後に、上ノ郷城の戦いで徳川軍の捕虜となった鵜殿氏長・氏次との人質交換により岡崎城に移る。
なお、この時に母の築山殿、妹の亀姫も岡崎城に移ったと言われているが、この2名は元康が今川氏から離反する前に岡崎城に入っていた可能性がある。その場合、竹千代は駿府において1人で今川氏の人質になっていたと考えられるが、元康の離反後も今川氏が竹千代殺害に踏み切られなかったのは、今川氏御一門衆である関口氏純の外孫であることや、元康を滅ぼした後に竹千代を当主に立てる思惑があったのではと推測される。
永禄5年（1562年）、家康と織田信長による清洲同盟が成立する。永禄10年（1567年）5月、信長の娘である徳姫と結婚、共に9歳で形式の夫婦とはいえ岡崎城で暮らす。同年6月に家康は浜松城（浜松市中央区）に移り、岡崎城を譲られた。7月に元服して信長より偏諱の「信」の字を与えられて信康と名乗る。元亀元年（1570年）正式に岡崎城主となる。
天正元年（1573年）足助城攻めで初陣を飾り、その後、武節城を攻めた。天正2年（1574年）に信康に付属された松平親宅が何度も諫言するが聞き入れなかったとして、役目を返上して蟄居・出家する（『松平甚助由緒書』）。なお、『寛政譜』によると、役目返上は故ありとして、時期は天正3年（1575年）後述の信康切腹を悲嘆したため出家したとするが、この場合も役目返上の理由は諫言を聞き入れなかったためとされる。
天正3年（1575年）5月の長篠の戦いでは17歳で、徳川軍の一手の大将として参加した。その後も武田氏との戦いでいくつかの軍功を挙げ、勇猛さが注目された。特に天正5年（1577年）8月の遠江国横須賀の戦いで退却時に殿を務め、武田軍に大井川を越させなかったという。天正6年（1578年）3月には小山城攻めに参軍し、退却時に殿を務め、活躍している。
天正7年（1579年）8月3日、家康が岡崎城を訪れた翌日信康は岡崎城を出ることになり、大浜城に移された（『家忠日記』）。その後、信康は遠江の堀江城、さらに二俣城に移されたうえ、9月15日に家康の命により切腹させられた。享年21（満20歳没）。信康の首は舅である信長の元に送られ、その後、若宮八幡宮に葬られた。
なお、岡崎城から信康を出した後に松平家忠をはじめとした徳川家臣たちは「信康に通信しない」という起請文を書かされている（『家忠日記』）。尊経閣文庫の『安土日記』（『信長公記』諸本の中で最も古態をとどめ信憑性も高いもの）によると「岡崎三郎殿、逆心の雑説申し候。家康並びに年寄衆、上様(信長)へ対しもったいなく申し、御心持ちしかるべからずの旨、異見候て、八月四日に三郎殿を国端へ追い出し申し候」とある。同年8月8日に堀秀政宛に家康は「今度左衛門尉(酒井忠次)をもって申し上げ候処、種々御懇ろ之儀、其の段お取りなし故に候。忝き意存に候。よって三郎不覚悟に付いて、去る四日岡崎を追い出し申し候。猶其の趣小栗大六・成瀬藤八(国次)申し入るべきに候。恐々謹言」としている。

## 信康自刃事件について

### 『三河物語』に基づいた通説
信康の切腹については幕府成立後の所謂徳川史観による『三河物語』が通説化している。
それによると、織田信長の娘である徳姫は今川の血を引く姑の築山殿との折り合いが悪く、信康とも不和になったので、天正7年（1579年）、父・信長に対して12箇条の手紙を書き、使者として信長の元に赴く徳川家の重臣・酒井忠次に託した。手紙には信康と不仲であること、築山殿は武田勝頼と内通した、と記されていたとされる。信長は使者の忠次にただしたが、忠次は信康を全くかばわず、すべてを事実と認めた。この結果、信長は家康に信康の切腹を要求した。
家康はやむをえず信康の処断を決断。8月29日、まず築山殿が二俣城（浜松市天竜区）への護送中に佐鳴湖の畔で、徳川家家臣の岡本時仲、野中重政により殺害された。さらに9月15日、二俣城に幽閉されていた信康に切腹を命じた。

### 信康と築山殿の不行状と疑問
家康を悩ませたものとして、信康や築山殿の乱暴不行状については『松平記』『三河後風土記』の両書が詳しい。信康については、
- 気性が激しく、日頃より乱暴な振る舞いが多かった。
- 領内の盆踊りにおいて、服装の貧相な者や踊りの下手な領民を面白半分に弓矢で射殺し、「殺した者は敵の間者だった」と信康は主張した。
- 鷹狩りの場で一人の僧侶に縄をくくりつけて殺した（狩の際、僧侶に出会うと獲物が少なくなるという因習を信じ、狩に行く際にたまたま出会った僧に腹を立てたため）。これに対して信康は後日、謝罪している。
- 徳姫が産んだ子が二人とも女子だったので腹を立て、夫婦の仲が冷え切った。

などがある。また、『当代記』にも、信康は家臣に対し無常・非道な行いがあったとしており、天正7年（1579年）8月前ごろには、家康の命令を聞かず、信長も軽視し、家臣にも意見が違うと厳しく当たるようになったとある（『当代記』天正7年8月5日条）。『石川正西聞見集』にも「行状が悪く、家臣が苦労した」と記されている。
築山殿については、「家康が今川方を裏切り織田方に付いたため、父が詰め腹を切らさせられたことを恨み、家康をひどく憎んでいた。そして減敬という唐人の医者を甲斐から呼び寄せて愛人にして、密かに武田氏に通じた」というものである。これらのうち特に減敬のエピソードについては築山殿をおとしめる中傷とする説がある。ただし、より信頼性の高い史料とされる『岡崎東泉記』でも、天正3年（1575年）に信康の家臣大岡弥四郎らが勝頼に内通して謀反を企んだことが発覚した際に、勝頼に懐柔された甲斐国の口寄せ巫女や築山殿の屋敷に出入りしていた西慶という唐人医を通じて築山殿もこの謀反計画に加担していたと記されている。

### 通説への疑問
徳姫との不仲は松平家忠の『家忠日記』によると事実のようであるが、不仲や不行状というだけで信長が婿の信康を殺そうとするのか疑問がある。また、この時期の信長は相撲や蹴鞠見物に興じていてそのような緊張関係を同盟者である家康に強いていた様子はうかがえず、事件の発端となったとされる徳姫に対して徳川政権成立後に家康が二千石の領地を与えている理由も通説では説明できない（実際に所領を給与したのは徳姫の義弟にあたる松平忠吉）。さらに築山殿がいかに家康の正室といえども武田氏と裏で外交ができるような力があったかも疑問である。しかも信長は信康の処断についてのみ触れ、築山殿については何も言っていない。それにもかかわらず家康は築山殿を連座させており、いずれも不可解である。また意図して信康をかばわなかったとされる酒井忠次は、その後も冷遇されることはなく徳川家の重臣上位の地位に留まり、3年後の信濃制圧の際には新領の最高責任者になっている。なお『松平記』では忠次とともに大久保忠世も信長のもとに派遣されたとしている。
また、家忠が日記に記した「家康が仲裁するほどの喧嘩相手」の部分は原著では「御○○の中なおしニ」と破損しており、信康が仲違いしたのは「御新造」（徳姫）ではなく「御家門」（松平康忠、久松俊勝、松平康元）であるとの説が提示されている。また「御母様（＝築山殿）」の可能性もあり、「御前様」つまり家康の生母・於大の方の可能性があるとされている。於大に関しては天正3年（1575年）12月に信長の命令を奉じた家康の意を受けた石川数正によって実兄の水野信元が殺害されており、数正は信康の後見人であるため、信康との仲が険悪になっていた可能性があるという。なお、数正は後年に徳川家から出奔している。ただし「御」の前には信康の名がくるため「御家門」と「御前様」の説には無理があるとの見解もある。
また、家康が築き上げた信康の墓は質素なもので、改葬すらされていないとする説があるが、家康はのちに信康のため浜松に清瀧寺を建立し信康の菩提寺に指定し、廟、位牌殿、庫裡、方丈、不動堂、山門、鐘楼などを建設しており、「信康山長安院清瀧寺」と号させている。また各所に墓所を建立しているので、これは誤りである（#墓所・祭祀も参照）。

### 父子不仲説
このため近年では、家康が信長に要求されたためというより、家康と信康の対立が原因という説が唱えられるようになった。
『安土日記』や『当代記』では、信長は「信康を殺せ」とは言わず、徳川家の内情を酌んで「家康の思い通りにせよ」と答えている。つまり家康自身の事情で築山殿と信康を葬り去ったということである。また、信康処断の理由は「逆心（＝謀反）」であり、家康と信康の間に問題が起こったため家康の方から忠次を遣わし、嫁の父である信長に相談したと読み取れる。一次史料である天正7年（1579年）8月8日堀秀政宛書状においても、家康は「今度左衛門尉（忠次）をもって申し上げ候処、種々御懇ろ之儀、其の段お取りなし故に候。忝き意存に候。よって三郎（信康）不覚悟に付いて、去る四日岡崎を追い出し申し候。猶其の趣小栗大六・成瀬藤八（国次）申し入るべきに候。恐々謹言」としている。
また『家忠日記』によると、事件前年の天正6年（1578年）2月に築山殿が家忠らの岡崎衆に音信する（便りを出す）ことがあった（『家忠日記』天正6年2月4日条）。これは当時の社会通念からすればかなり異例のことであり、10日には信康もわざわざ家忠のもとを訪れていることから、築山殿・信康による三河衆への多数派工作と考えられ、同年9月22日には家康から三河国衆に対して（信康のいる）岡崎に詰めることは今後は無用であるとの指示が出されたことが記されている。さらに家康は、信康を岡崎城から追放した際、信康と岡崎衆の連絡を禁じて自らの旗本で岡崎城を固め、家忠ら岡崎衆に信康に内通しないことを誓う起請文を出させており、家康と信康の間で深刻な対立があったことがうかがえる。
『大三川志』には、家康の子育て論として「幼いころ、無事に育てさえすればいいと思って育ててしまったため、成人してから教え諭しても、信康は親を敬わず、その結果、父子の間がギスギスして悲劇を招いてしまった」とあり、『当代記』にも信康が家康の命に背いたうえに、信長をも軽んじて親・臣下に見限られたとあり、信康の性状を所以とした親子の不和が原因であることをうかがわせる。
信康の異母弟・松平忠輝は、その容貌などから家康に嫌われ続けたとされるが、忠輝が7歳の時に面会した家康は次のような発言をしたと書かれている。
- 「面貌怪異、三郎（松平信康）ノ稚顔ニ似タリ」（野史）。
- 「世に伝ふるは……つくづくと御覧し、おそろしき面魂かな、三郎が幼かりし時に違ふところなかりけりと仰せけり」（新井白石『藩翰譜』巻十一「上総介殿」）[29]。

この発言から、信康の面影を見いだしたがゆえに家康は忠輝を恐れ嫌ったことがうかがえるが、これらは江戸時代中期以降になって書かれたものであり、家康と同時代の資料ではない。
一方、後述するように家康は信康の武勇についてはその戦での采配能力を頼りになると褒め称えており、関ヶ原の戦いで戦況が一時不利になった時には、家康が狼狽のあまり「せがれがいればこんな思いをしなくて済んだ」と口走り、側にいた家臣が遅参している秀忠のことかと思い「間もなくご到着されると思います」と声をかけると、家康は「そのせがれのことではないわ!」と吐き捨てた。
家康は晩年には「父子の仲、平ならざりし」と述べている。岩沢愿彦は1968年に『家忠日記』の原本をあらためたところ、信康事件については、6月4日に「信康御〇〇の中をなをし二被越候」として、家康が岡崎に出向いた。この段階では徳姫との不和の仲介とも読める。しかし、8月4日に岡崎城にて家康と信康が争論により物別れとなった。家康は和解に積極的だが信康が応じず、その結果として信康が降伏の形で岡崎退城に追い込まれた。これは信康が武田氏との連携に傾いて、信長との同盟を継続しようとする家康との政治的立場の相違が不和の原因であるという傍証になるとしている。
黒田基樹は天正7年（1579年）4月に西郷局が長丸（後の徳川秀忠）を生んだこと、同年正月から北条氏との同盟交渉が始まって信康が自害する直前の9月4日に相遠同盟が成立したことに注目する。前者は信康の代わりとなる嫡男候補の目途が立ったこと、後者の成立で北条氏との武田領挟撃が可能となり徳川方の優位が確実のものとなったことで、築山殿と信康を処分する好機になると判断したとしている。

### 派閥抗争説
作家の典厩五郎は、この時期の徳川家は、常に前線で活躍し武功と出世の機会を多くつかんでいた浜松城派と、怪我で戦えなくなった者の面倒や後方支援や（織田家との）外交問題を担当していた岡崎城派に分裂する兆しがあり、両者の対立が家康と岡崎城派に担がれた信康との対立に発展し、最終的に信康が幽閉先で服部正成に暗殺された疑いがあるとして、この事件から甲斐武田家における武田義信事件のように信康を担いで岡崎衆による「家康追放」未遂事件があったとする説を唱えている。また信康の処刑と前後して岡崎城に勤める多くの重臣や奉公人が次々と懲罰や処刑に追い込まれ、逐電（逃亡）する者が続出し、派閥抗争の末の粛清や懲罰があったと唱えている。歴史研究家の谷口克広も典厩の説を支持し、岡崎衆は家康への不満か家康の旗本に対する反発から信康を担いでクーデターを起こすことを企み、築山殿もそれに関係していたのではないかと推測している。

### 大岡弥四郎事件と武田通謀説
柴裕之は、信康の非道な行いや徳姫との不仲、築山殿と家康の不和を事実と見たうえで、天正3年（1575年）に起こった大岡弥四郎事件との関連で起こった事件だとしている。大岡弥四郎事件のころは武田氏が徳川氏に対して軍事的に優勢であり、『岡崎東泉記』『石川正西聞見記』にあるように武田氏との和睦を主張する岡崎家臣団が信康を擁して武田氏に寝返ろうとし、築山殿もそれに深く関係していたとしている。大岡弥四郎事件は徳川家中の動揺を抑えるために最小限の処分で終わったため、その後も築山殿・信康や岡崎家臣団は武田氏に通謀し続けていたとしている。
一方、本多隆成は、信康事件において処分された岡崎家臣団がいないことから、家康も大岡弥四郎事件の後は岡崎家臣団の武田氏への通謀を相当に警戒して善後策を講じたはずで、その後も武田氏に通謀し続けていた首謀者は築山殿だとしている。
また黒田基樹は、大岡弥四郎事件は最小限の処分で終わったが、天正6年（1578年）正月になって徳姫による父信長への書状で、過去の築山殿の武田氏への通謀が発覚したとしている。また、信康はこの事件には関与していなかったが、この事件を機に家康と築山殿の関係が悪化し、母の立場の悪化が信康の父への不信から対立につながったとしている。
平山優は、徳姫による父信長への書状で過去の築山殿・信康の武田氏への通謀が発覚した後に、築山殿・信康は三河衆への多数派工作を行い、武田氏に支援を求めてクーデターを決行しようとしていたとしている。

### その他・家臣団との対立
信康は勇猛なためか横暴な面があり、家臣の松平親宅は「御若気の儀これあり候につき、毎度御諌め申し上げ候えども」信康により追放されている（『寛政重修諸家譜』）。また信康は同母の妹である亀姫が、武田信玄没後に徳川に寝返ったにすぎない奥平信昌の正室になる（つまり義弟になる）ことに「敵方の者を聟にはなかなか成し難し」と強硬に反対して、舅の信長に訴え出たところ、信長から諭されて漸く納得した（『三河物語』・『三河東海記』）話もあるなど、信康と家臣団の間で軋轢が生まれていた面もうかがわせる。
信康自刃後にその首が織田信長に送られてることからも、事件は信長の意向で起きたという説もよく知られており、高柳光寿は信長が自身の嫡子信忠に比べて家康の嫡子信康の方がはるかに優れていたため、将来を危惧し信康を除いたことが信康事件の真相であるとした。この説は高柳が1960年代当時の歴史学界の権威だったこともあって広く浸透し、信忠を凡庸とするイメージが長く定着することとなったが、2000年代では信忠の事績が見直され、信長の後見を考慮に入れても信忠は無難に軍務や政務をこなしていたことが指摘されており、高柳の推測は史料的根拠に乏しい説であるとされている。

## 人物
- 信康は武勇に優れた武将であったが、一方で粗暴な部分もあった。また信康が話すのは戦のことばかり、やることは乗馬と鷹狩ばかりで、典型的な武辺者だったという（『三河物語』）[40]。
- 天正3年（1575年）、家康の小山城攻めの際、信康は諸軍を家康とともに指揮して勝頼も驚いたという。さらに小山城攻めを諦めて撤退する際、信康は殿軍を務めてこれを成功させ、家康から「まことの勇将なり。勝頼たとえ十万の兵をもって対陣すとも恐るるに足らず」と大いに褒められたという（『徳川実紀』）。
- 勝頼の本陣間近までわずか一人の供を連れて偵察を行い、家康に決戦を進言した勇猛さを見せつけた（『松平物語』）。

## 江戸期の軍記や不明の説話
- 冷遇されていた異母弟の於義丸（のちの結城秀康）を信康は不憫に思い、父・家康との対面を果たさせる[41]など、弟思いな面があった。
- 信康は、二俣城主で家康の信頼厚かった大久保忠世に自らの無実を改めて強く主張したが、服部正成の介錯で自刃したという。このとき、正成が刀を振り下ろさず、検死役の天方通綱（山城守）が急遽介錯、結果として通綱は家中に居場所を失い出家したといわれる（『柏崎物語』）。
- 清瀧寺（浜松市）には殉死した家臣、吉良於初（初之丞）の墓が残る。
- 後年、酒井忠次が嫡男・家次の所領が少ないことに対する不満を家康に訴え出たところ、「お前でも子が可愛いか」と拒絶されたという逸話が残っている』（『東武談叢』）。
- 関ヶ原の戦いの前夜に、信康の孫娘と、石田三成に呼応した西軍の将の小西行長の嫡男・兵庫頭の婚約が、家康から行長に持ちかけられている。この孫娘は、親等では福島正則の養子正之と結婚した満天姫とほぼ等しく、家康の血を引くという点ではより近い血縁といえる。婿として国主大名の嫡子が選ばれていることは、信康の血統が重視されていた証拠といえる。
- 村岡素一郎は「史疑徳川家康事蹟」において、葬られた信康の遺体は替え玉で、本人は同情した家臣達に助けられ、浜松山中の村に逃れたという生存説を江戸時代の説話から推定した[42]。

## 家臣
- 後見人 
  - 石川数正
  - 平岩親吉

- 家老
  - 中根正照
  - 石川春重
  - 鳥居九兵衛

- 岡崎三奉行
  - 大岡弥四郎
  - 松平新右衛門
  - 江戸直定

## 墓所・祭祀

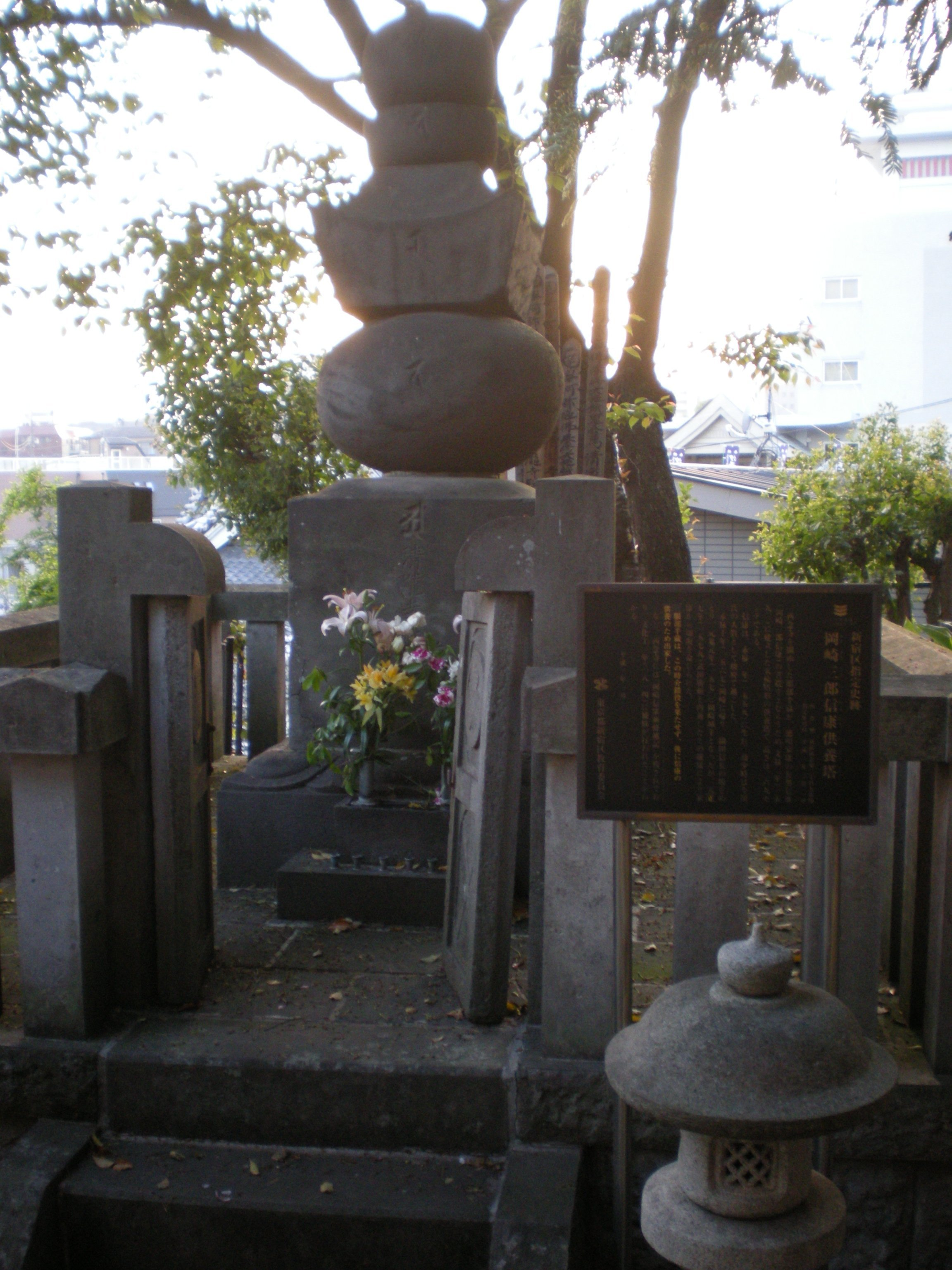
西念寺 (新宿区)にある信康の供養塔

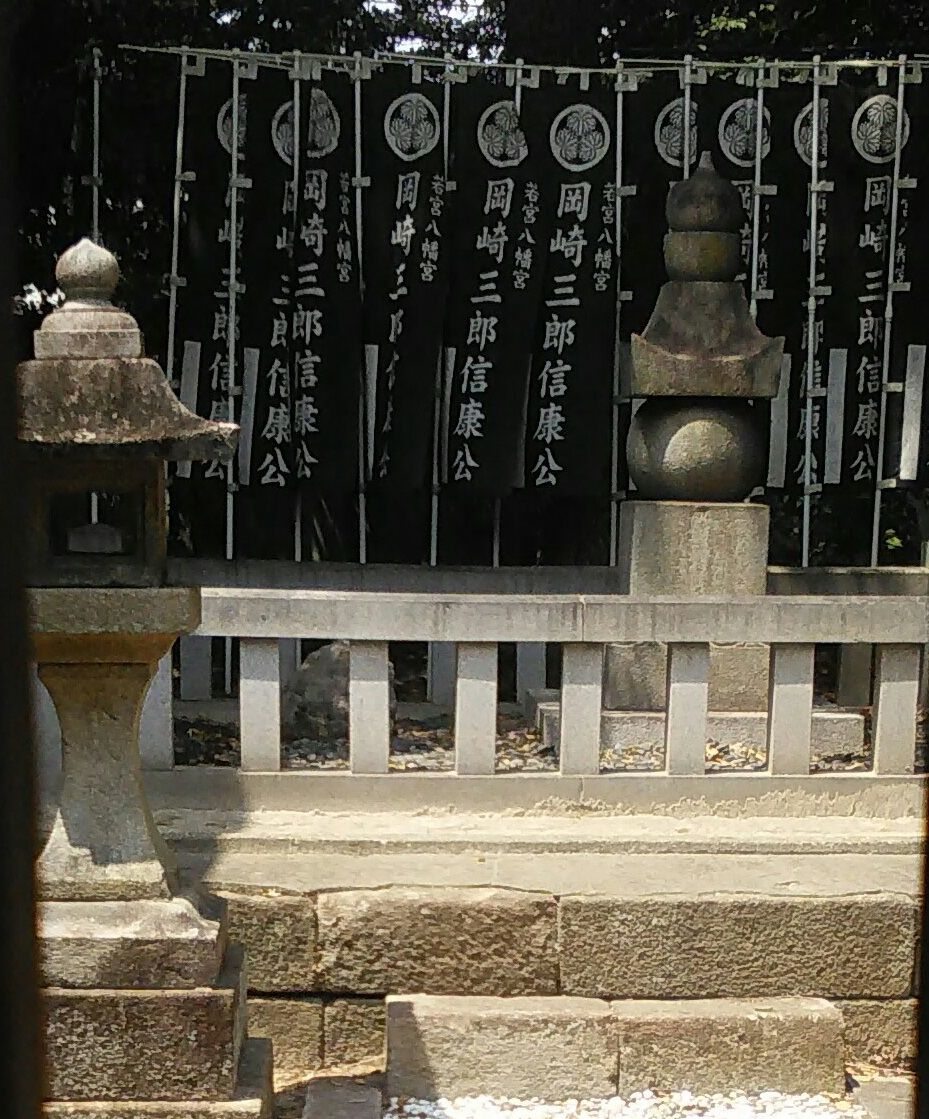
松平信康の首塚(岡崎市若宮八幡宮)

信康の死後、家康は信康の廟所として清瀧寺を建立し、寺域には胴体が葬られた信康廟が現存している。首塚を祀った若宮八幡宮では信康は祭神となっているほか、信康と関係が深かった者により複数の寺院等が建立されている。
- 西念寺（新宿区）岡崎三郎信康供養塔 - 服部正成が造立[45]。新宿区指定史跡[46]。
- 隆岩寺（古河市） - 娘婿小笠原秀政が開基[47]
- 万松院（小田原市） - 大久保忠隣が建立
- 江浄寺（静岡市清水区）供養塔 - 榊原清政が造営
- 高野山金剛峯寺（高野町）岡崎三郎信康墓所 - 平岩親吉が寄進

## 系譜
- 正室：徳姫 - 織田信長の娘
  - 長女：登久姫 - 小笠原秀政正室
  - 次女：久仁姫 - 本多忠政正室
- 側室：浅原昌時の娘
- 側室：日向大和守時昌の娘
  - 長男：萬千代[48]

## 血筋
江戸幕府の歴代将軍の中では、徳川慶喜が信康の子孫である。
|          |          |          |          |          |          |  |  |          |          |          |          |          |          |  |  |          |          |          |          |          |          |  |  |          |          |          |          |          |          |  |  |        |      |      |      |      |      |  |  |      |      |      |      |      |      |  |  |      |      |      |      |      |      |  |  |          |          |          |          |          |          |  |  |      |      |      |      |      |      |  |  |      |      |      |      |      |      |  |  |          |          |          |          |          |          |  |  |          |          |          |          |          |          |  |  |      |      |      |      |      |      |  |  |      |      |      |      |      |      |
|          |          |          |          |          |          |  |  | 信長     | 信長     | 信長     | 信長     | 信長     | 信長     |  |  | 徳姫     | 徳姫     | 徳姫     | 徳姫     | 徳姫     | 徳姫     |  |  |          |          |          |          |          |          |  |  |        |      |      |      |      |      |  |  |      |      |      |      |      |      |  |  |      |      |      |      |      |      |  |  |          |          |          |          |          |          |  |  |      |      |      |      |      |      |  |  |      |      |      |      |      |      |  |  |          |          |          |          |          |          |  |  |          |          |          |          |          |          |  |  |      |      |      |      |      |      |  |  |      |      |      |      |      |      |
|          |          |          |          |          |          |  |  | 信長     | 信長     | 信長     | 信長     | 信長     | 信長     |  |  | 徳姫     | 徳姫     | 徳姫     | 徳姫     | 徳姫     | 徳姫     |  |  |          |          |          |          |          |          |  |  |        |      |      |      |      |      |  |  |      |      |      |      |      |      |  |  |      |      |      |      |      |      |  |  |          |          |          |          |          |          |  |  |      |      |      |      |      |      |  |  |      |      |      |      |      |      |  |  |          |          |          |          |          |          |  |  |          |          |          |          |          |          |  |  |      |      |      |      |      |      |  |  |      |      |      |      |      |      |
|          |          |          |          |          |          |  |  |          |          |          |          |          |          |  |  |          |          |          |          |          |          |  |  |          |          |          |          |          |          |  |  | 久仁姫 |      |      |      |      |      |  |  |      |      |      |      |      |      |  |  |      |      |      |      |      |      |  |  |          |          |          |          |          |          |  |  |      |      |      |      |      |      |  |  |      |      |      |      |      |      |  |  |          |          |          |          |          |          |  |  |          |          |          |          |          |          |  |  |      |      |      |      |      |      |  |  |      |      |      |      |      |      |
|          |          |          |          |          |          |  |  |          |          |          |          |          |          |  |  |          |          |          |          |          |          |  |  |          |          |          |          |          |          |  |  |        |      |      |      |      |      |  |  |      |      |      |      |      |      |  |  |      |      |      |      |      |      |  |  |          |          |          |          |          |          |  |  |      |      |      |      |      |      |  |  |      |      |      |      |      |      |  |  |          |          |          |          |          |          |  |  |          |          |          |          |          |          |  |  |      |      |      |      |      |      |  |  |      |      |      |      |      |      |
|          |          |          |          |          |          |  |  |          |          |          |          |          |          |  |  | 松平信康 | 松平信康 | 松平信康 | 松平信康 | 松平信康 | 松平信康 |  |  |          |          |          |          |          |          |  |  |        |      |      |      |      |      |  |  | 忠刻 | 忠刻 | 忠刻 | 忠刻 | 忠刻 | 忠刻 |  |  |      |      |      |      |      |      |  |  |          |          |          |          |          |          |  |  |      |      |      |      |      |      |  |  |      |      |      |      |      |      |  |  |          |          |          |          |          |          |  |  |          |          |          |          |          |          |  |  |      |      |      |      |      |      |  |  |      |      |      |      |      |      |
|          |          |          |          |          |          |  |  |          |          |          |          |          |          |  |  | 松平信康 | 松平信康 | 松平信康 | 松平信康 | 松平信康 | 松平信康 |  |  |          |          |          |          |          |          |  |  |        |      |      |      |      |      |  |  | 忠刻 | 忠刻 | 忠刻 | 忠刻 | 忠刻 | 忠刻 |  |  |      |      |      |      |      |      |  |  |          |          |          |          |          |          |  |  |      |      |      |      |      |      |  |  |      |      |      |      |      |      |  |  |          |          |          |          |          |          |  |  |          |          |          |          |          |          |  |  |      |      |      |      |      |      |  |  |      |      |      |      |      |      |
| 織田信秀 | 織田信秀 | 織田信秀 | 織田信秀 | 織田信秀 | 織田信秀 |  |  | 徳川家康 | 徳川家康 | 徳川家康 | 徳川家康 | 徳川家康 | 徳川家康 |  |  |          |          |          |          |          |          |  |  | 本多忠勝 | 本多忠勝 | 本多忠勝 | 本多忠勝 | 本多忠勝 | 本多忠勝 |  |  | 忠政   | 忠政 | 忠政 | 忠政 | 忠政 | 忠政 |  |  |      |      |      |      |      |      |  |  | 勝姫 | 勝姫 | 勝姫 | 勝姫 | 勝姫 | 勝姫 |  |  | 池田綱政 | 池田綱政 | 池田綱政 | 池田綱政 | 池田綱政 | 池田綱政 |  |  | 政純 | 政純 | 政純 | 政純 | 政純 | 政純 |  |  | 静子 | 静子 | 静子 | 静子 | 静子 | 静子 |  |  | 一条溢子 | 一条溢子 | 一条溢子 | 一条溢子 | 一条溢子 | 一条溢子 |  |  | 徳川治紀 | 徳川治紀 | 徳川治紀 | 徳川治紀 | 徳川治紀 | 徳川治紀 |  |  | 斉昭 | 斉昭 | 斉昭 | 斉昭 | 斉昭 | 斉昭 |  |  | 慶喜 | 慶喜 | 慶喜 | 慶喜 | 慶喜 | 慶喜 |
| 織田信秀 | 織田信秀 | 織田信秀 | 織田信秀 | 織田信秀 | 織田信秀 |  |  | 徳川家康 | 徳川家康 | 徳川家康 | 徳川家康 | 徳川家康 | 徳川家康 |  |  |          |          |          |          |          |          |  |  |          | 本多忠勝 | 本多忠勝 | 本多忠勝 | 本多忠勝 | 本多忠勝 |  |  | 忠政   | 忠政 | 忠政 | 忠政 | 忠政 | 忠政 |  |  |      |      |      |      |      |      |  |  | 勝姫 | 勝姫 | 勝姫 | 勝姫 | 勝姫 | 勝姫 |  |  | 池田綱政 | 池田綱政 | 池田綱政 | 池田綱政 | 池田綱政 | 池田綱政 |  |  | 政純 | 政純 | 政純 | 政純 | 政純 | 政純 |  |  | 静子 | 静子 | 静子 | 静子 | 静子 | 静子 |  |  | 一条溢子 | 一条溢子 | 一条溢子 | 一条溢子 | 一条溢子 | 一条溢子 |  |  | 徳川治紀 | 徳川治紀 | 徳川治紀 | 徳川治紀 | 徳川治紀 | 徳川治紀 |  |  | 斉昭 | 斉昭 | 斉昭 | 斉昭 | 斉昭 | 斉昭 |  |  | 慶喜 | 慶喜 | 慶喜 | 慶喜 | 慶喜 | 慶喜 |
|          |          |          |          |          |          |  |  |          |          |          |          |          |          |  |  | 秀忠     |          |          |          |          |          |  |  |          |          |          |          |          |          |  |  |        |      |      |      |      |      |  |  |      |      |      |      |      |      |  |  |      |      |      |      |      |      |  |  |          |          |          |          |          |          |  |  |      |      |      |      |      |      |  |  |      |      |      |      |      |      |  |  |          |          |          |          |          |          |  |  |          |          |          |          |          |          |  |  |      |      |      |      |      |      |  |  |      |      |      |      |      |      |
|          |          |          |          |          |          |  |  |          |          |          |          |          |          |  |  |          |          |          |          |          |          |  |  |          |          |          |          |          |          |  |  |        |      |      |      |      |      |  |  |      |      |      |      |      |      |  |  |      |      |      |      |      |      |  |  |          |          |          |          |          |          |  |  |      |      |      |      |      |      |  |  |      |      |      |      |      |      |  |  |          |          |          |          |          |          |  |  |          |          |          |          |          |          |  |  |      |      |      |      |      |      |  |  |      |      |      |      |      |      |
|          |          |          |          |          |          |  |  | お市     | お市     | お市     | お市     | お市     | お市     |  |  |          |          |          |          |          |          |  |  |          |          |          |          |          |          |  |  |        |      |      |      |      |      |  |  | 千姫 | 千姫 | 千姫 | 千姫 | 千姫 | 千姫 |  |  |      |      |      |      |      |      |  |  |          |          |          |          |          |          |  |  |      |      |      |      |      |      |  |  |      |      |      |      |      |      |  |  |          |          |          |          |          |          |  |  |          |          |          |          |          |          |  |  |      |      |      |      |      |      |  |  |      |      |      |      |      |      |
|          |          |          |          |          |          |  |  | お市     | お市     | お市     | お市     | お市     | お市     |  |  |          |          |          |          |          |          |  |  |          |          |          |          |          |          |  |  |        |      |      |      |      |      |  |  | 千姫 | 千姫 | 千姫 | 千姫 | 千姫 | 千姫 |  |  |      |      |      |      |      |      |  |  |          |          |          |          |          |          |  |  |      |      |      |      |      |      |  |  |      |      |      |      |      |      |  |  |          |          |          |          |          |          |  |  |          |          |          |          |          |          |  |  |      |      |      |      |      |      |  |  |      |      |      |      |      |      |
|          |          |          |          |          |          |  |  |          |          |          |          |          |          |  |  | 江       |          |          |          |          |          |  |  |          |          |          |          |          |          |  |  |        |      |      |      |      |      |  |  |      |      |      |      |      |      |  |  |      |      |      |      |      |      |  |  |          |          |          |          |          |          |  |  |      |      |      |      |      |      |  |  |      |      |      |      |      |      |  |  |          |          |          |          |          |          |  |  |          |          |          |          |          |          |  |  |      |      |      |      |      |      |  |  |      |      |      |      |      |      |
|          |          |          |          |          |          |  |  |          |          |          |          |          |          |  |  |          |          |          |          |          |          |  |  |          |          |          |          |          |          |  |  |        |      |      |      |      |      |  |  |      |      |      |      |      |      |  |  |      |      |      |      |      |      |  |  |          |          |          |          |          |          |  |  |      |      |      |      |      |      |  |  |      |      |      |      |      |      |  |  |          |          |          |          |          |          |  |  |          |          |          |          |          |          |  |  |      |      |      |      |      |      |  |  |      |      |      |      |      |      |
|          |          |          |          |          |          |  |  | 浅井長政 |          |          |          |          |          |  |  |          |          |          |          |          |          |  |  |          |          |          |          |          |          |  |  |        |      |      |      |      |      |  |  |      |      |      |      |      |      |  |  |      |      |      |      |      |      |  |  |          |          |          |          |          |          |  |  |      |      |      |      |      |      |  |  |      |      |      |      |      |      |  |  |          |          |          |          |          |          |  |  |          |          |          |          |          |          |  |  |      |      |      |      |      |      |  |  |      |      |      |      |      |      |
|          |          |          |          |          |          |  |  |          |          |          |          |          |          |  |  |          |          |          |          |          |          |  |  |          |          |          |          |          |          |  |  |        |      |      |      |      |      |  |  |      |      |      |      |      |      |  |  |      |      |      |      |      |      |  |  |          |          |          |          |          |          |  |  |      |      |      |      |      |      |  |  |      |      |      |      |      |      |  |  |          |          |          |          |          |          |  |  |          |          |          |          |          |          |  |  |      |      |      |      |      |      |  |  |      |      |      |      |      |      |

## 関連作品
新作歌舞伎
- 『築山殿始末』（1953年、作：大佛次郎）

映画
- 『反逆児』（1961年、東映、伊藤大輔監督、演：中村錦之助）

ドラマ
- 『徳川家康』（1964年、NET、演：北大路欣也）
- 『築山殿始末』（1966年、フジテレビ、演：市川新之助）
- 『徳川家康』（1983年、NHK大河ドラマ、演：宅麻伸）
- 『徳川家康』（1988年、TBS大型時代劇スペシャル、演：野村宏伸）
- 『信長 KING OF ZIPANGU』（1992年、NHK大河ドラマ、演：早川亮）
- 『戦国最後の勝利者!徳川家康』（1992年、テレビ朝日、演 : 石橋保）
- 『徳川家康と三人の女』（2008年、テレビ朝日、演 : 柏原収史）
- 『おんな城主 直虎』（2017年、NHK大河ドラマ、演：平埜生成）
- 『どうする家康』（2023年、NHK大河ドラマ、演：細田佳央太　幼少期：寺嶋眞秀）

舞台
- 『反逆児』（2009年、松竹、演：中村獅童）

歌謡曲
- 三波春夫「長編歌謡浪曲 天竜二俣城」

小説
- 上田秀人『夢幻』（2020年、中央公論新社）